# كربادوكس
كربادوكس دواء بيطري يحارب الإصابة البكتيرية في الخنزير، وخصوصًا الخنزير المصاب بالتهاب في القولون (الزحار). في أوائل عام 2004، كان هذا الدواء ممنوعًا بواسطة الحكومة الكندية كمادة تضاف إلى علف الماشية وممنوع أيضًا للاستهلاك البشري، منذ بدايته يعتبر مادة مسرطنة ويسبب عيوب خلقية، كالتي شوهدت في التجارب الحيوانية.[إخفاق التحقق] الاتحاد الأوروبي أيضاََ حظر استخدام كربادوكس مهما كانت الجرعة. إنه مثبت في الولايات المتحدة للاستخدام مع الخنازير  بحوالي 42 يوم قبل الذبح، لكن في 2016،منظمة الغذاء والدواء في الولايات المتحدة تحركت نحو منع استخدامه مع الخنازير، بدعوة أنه خطر محتمل لإصابة الإنسان بالسرطان. أستراليا منعت استخدامه مع الحيوانات التي من الممكن إدخالها في إنتاج الغذاء.